# Shinkai Karokhail
Shinkai Karokhail, född den 23 mars 1962 i Kabul, är en afghansk politiker som 2005–2021 var ledamot i underhuset (wolesi jirga) i Afghanistans parlamentet. Hon arbetar för kvinnors rättigheter och med förebyggande av konflikter. Hon har en bakgrund som engagerad i socialt arbete inom NGO-organisationer sedan 1990-talet och talar pashto, dari, urdu och engelska. Efter att talibanerna intagit Kabul den 15 augusti 2021 flydde hon, som de flesta andra kvinnliga parlamentsledamöter, landet.

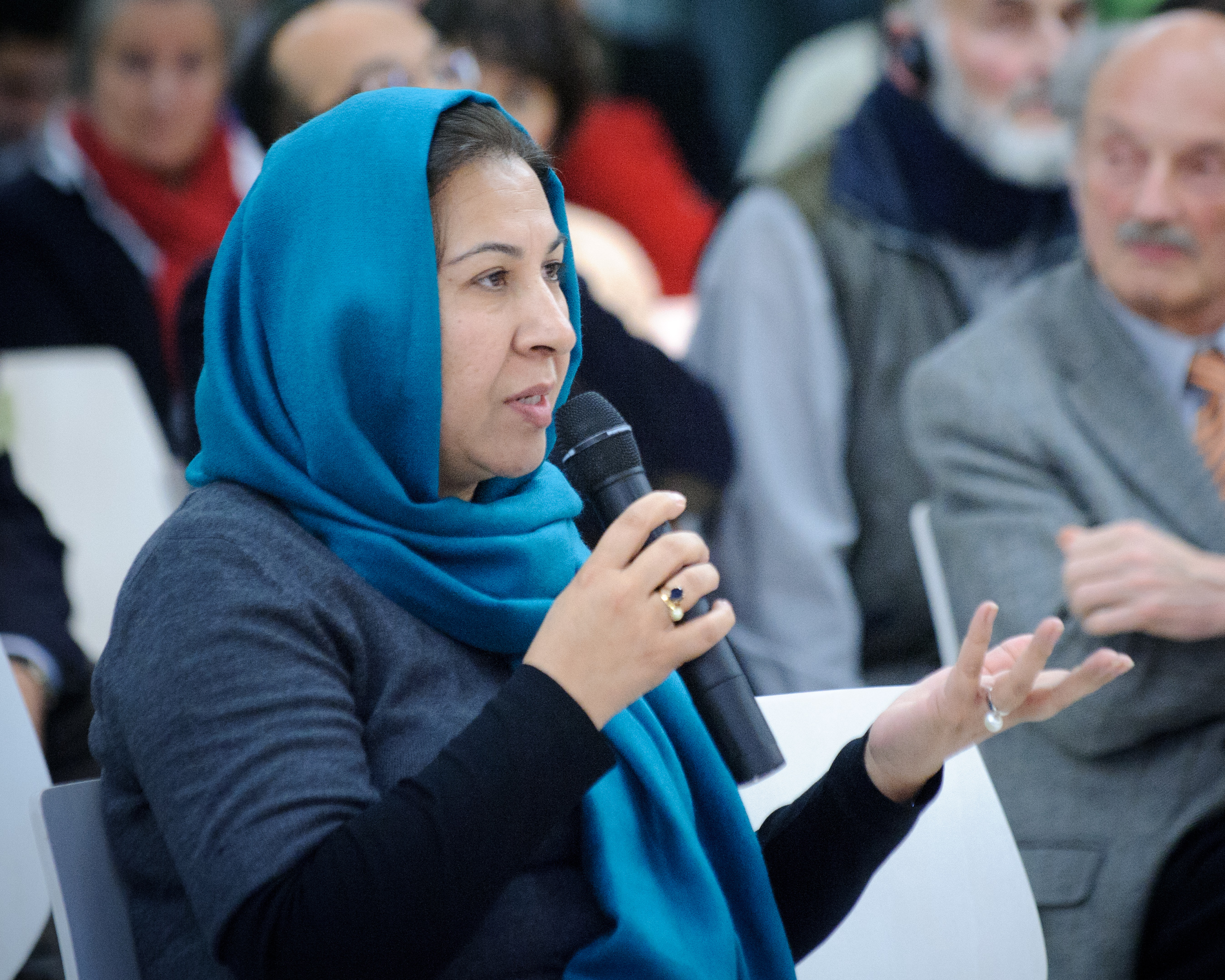
Shinkai Karokhail talar, 2011.

## Biografi
Karokhail föddes 1962 i provinsen Kabul och växte upp i byn Chinar i distriktet Khak Jabar. Hon tillhör folkgruppen pashtuner och hennes far var en stamledare. Hon fick gå i skola då hennes far uppskattade vikten av utbildning, men på grund av stamseden uppmanades hon att dölja skolgången för grannarna genom att gå ut genom bakdörren när hon skulle till skolan. 1979–1984 studerade hon vid Kabuls universitet medicinska fakultet men på grund av det afghansk-sovjetiska kriget flydde familjen sedan till Pakistan. 1985 erhöll hon ett diplom i engelska från NUML (National University of Modern Languages) i Islamabad.
1991 var hon en av grundarna för AWEC (Afghan Women's Educational Center), en NGO-organisation som arbetar för att afghanska kvinnor och barn ska få möjlighet till ett bättre liv, bland annat genom utbildning. Hon började med att arbeta som lärare för afghanska flyktingar i Pakistan och hon fortsatte sedan ha olika uppdrag inom organisationen. 2002–2005 var hon AWEC:s direktör.
Hon återvände till Afghanistan 2002, efter talibanregimens fall 2001. 2005 var hon en av 68 kvinnor som valdes in i wolesi jirga, det afghanska parlamentets underhus. Hon blev omvald 2010 och 2018. 2011 läste hon statsvetenskap och internationella relationer vid Kateb universitet i Kabul.
2009 spelade Karokhail en viktig roll i oppositionen mot en ny kontroversiell familjelagstiftning för shiamuslimer som konservativa shialedare fått godkänd av Hamid Karzai, enligt spekulationer genom en hemlig uppgörelse i utbyte mot röster. Karokhail uppmärksammade både afghanska och internationella medier på hur lagen kraftigt och på ett brutalt sätt begränsade shiamuslimska kvinnors rättigheter. Detta ledde till att lagen efter hård kritik och press om ändring från det internationella samfundet skrevs om. Omskrivningen var enligt människorättsgrupper inte tillräcklig för att garantera de afghanska shiamuslimska kvinnornas mänskliga rättigheter, men några av de mest kontroversiella paragraferna i lagen stöks eller ändrades. Karokhail var också en av parlamentsledamöterna som stod bakom EVAW (Elimination of Violence Against Women), ett lagförslag om avskaffande av våld mot kvinnor som godkändes senare samma år.
2012 tilldelades hon EastWest Institutes Fatima bint Mubarak-pris (uppkallat efter Fatima bint Mubarak Al Ketbi) för värdebaserat ledarskap.
Från november 2016 till juli 2017 var Karokhail Afghanistans ambassadör i Kanada.